# Ann Carlsson Korneev

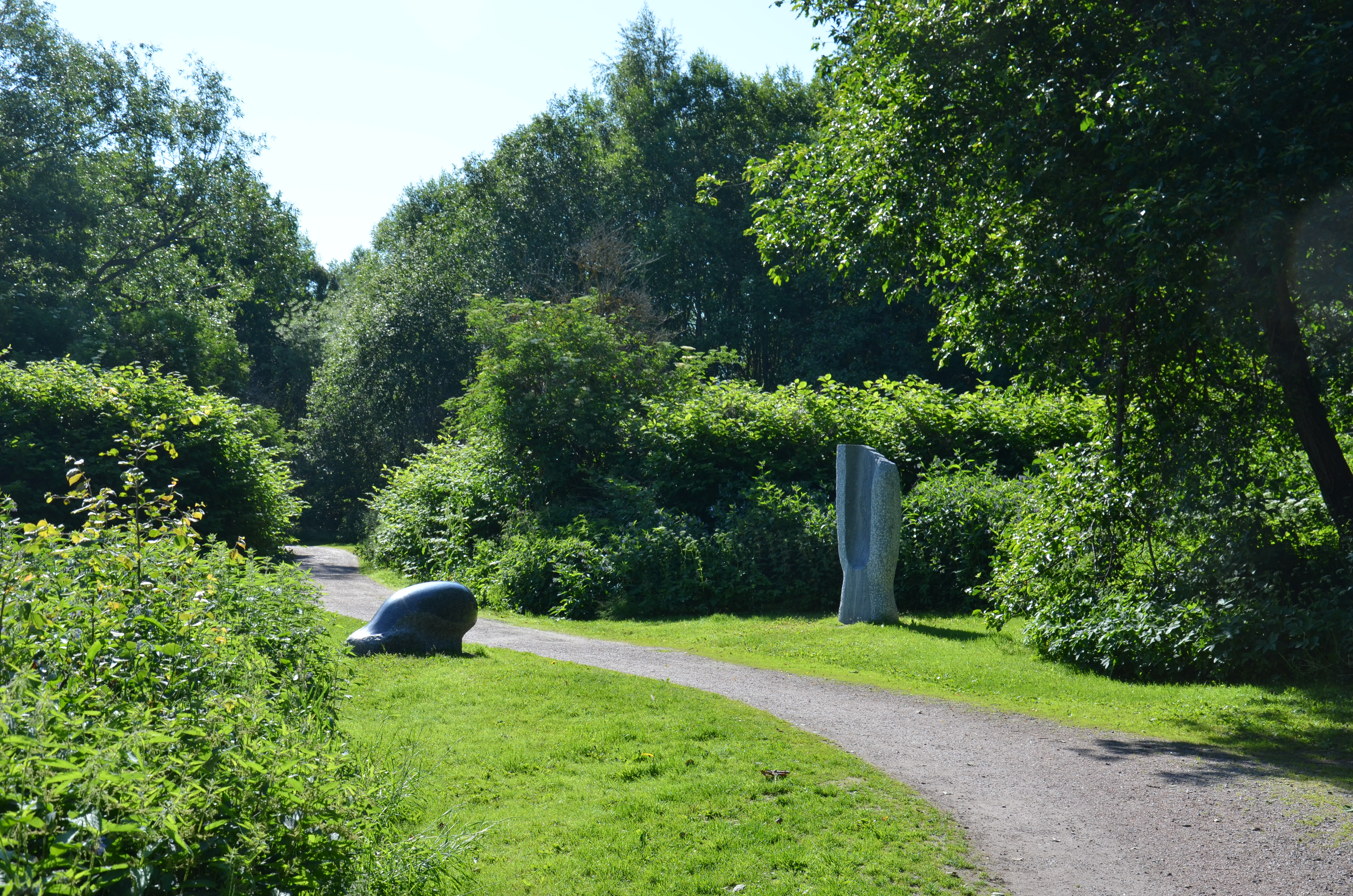
Mellan två vatten på Lilla Å-promenaden i Örebro

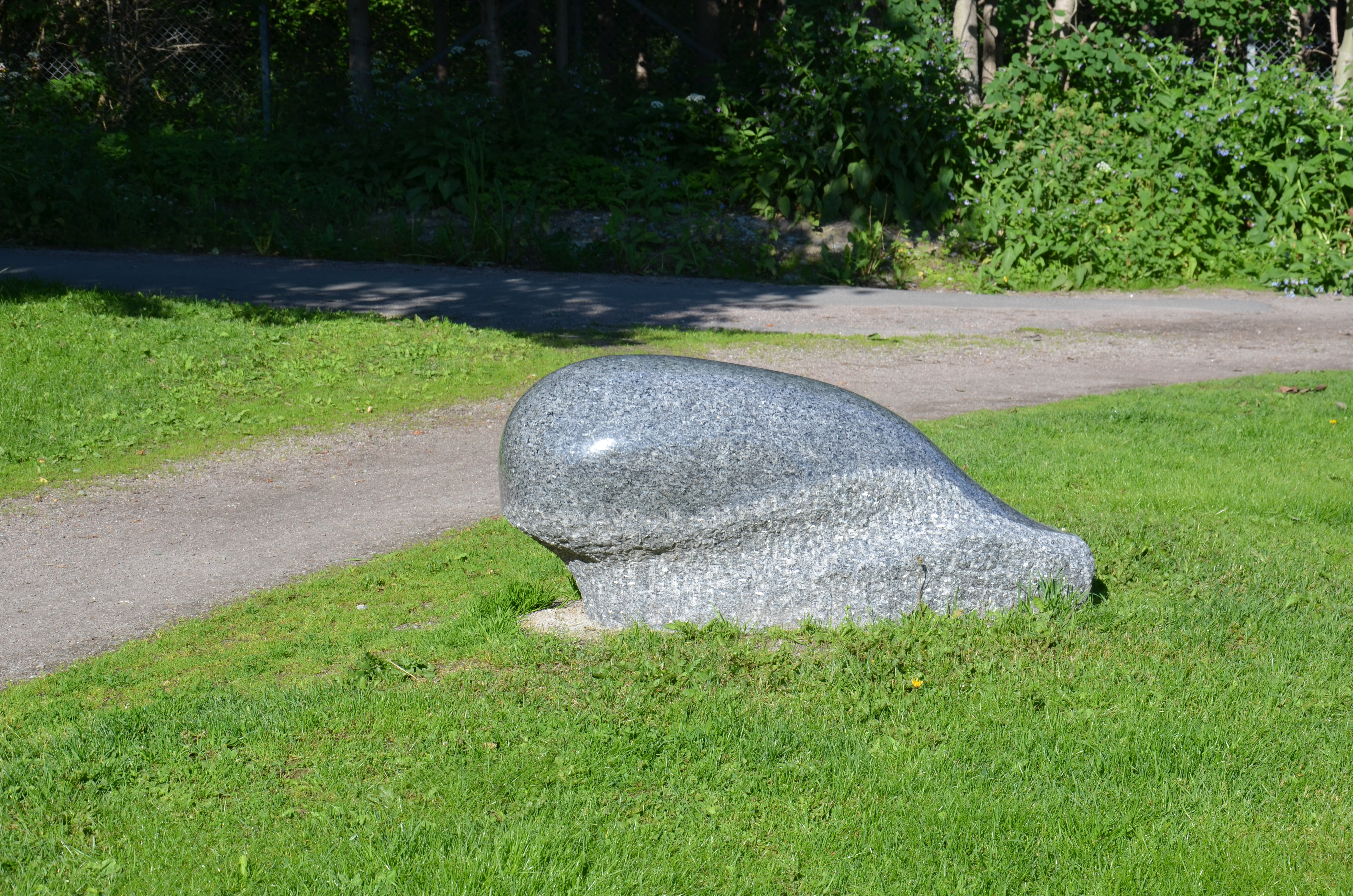
En av två delar av Mellan två vatten på Lilla Å-promenaden i Örebro

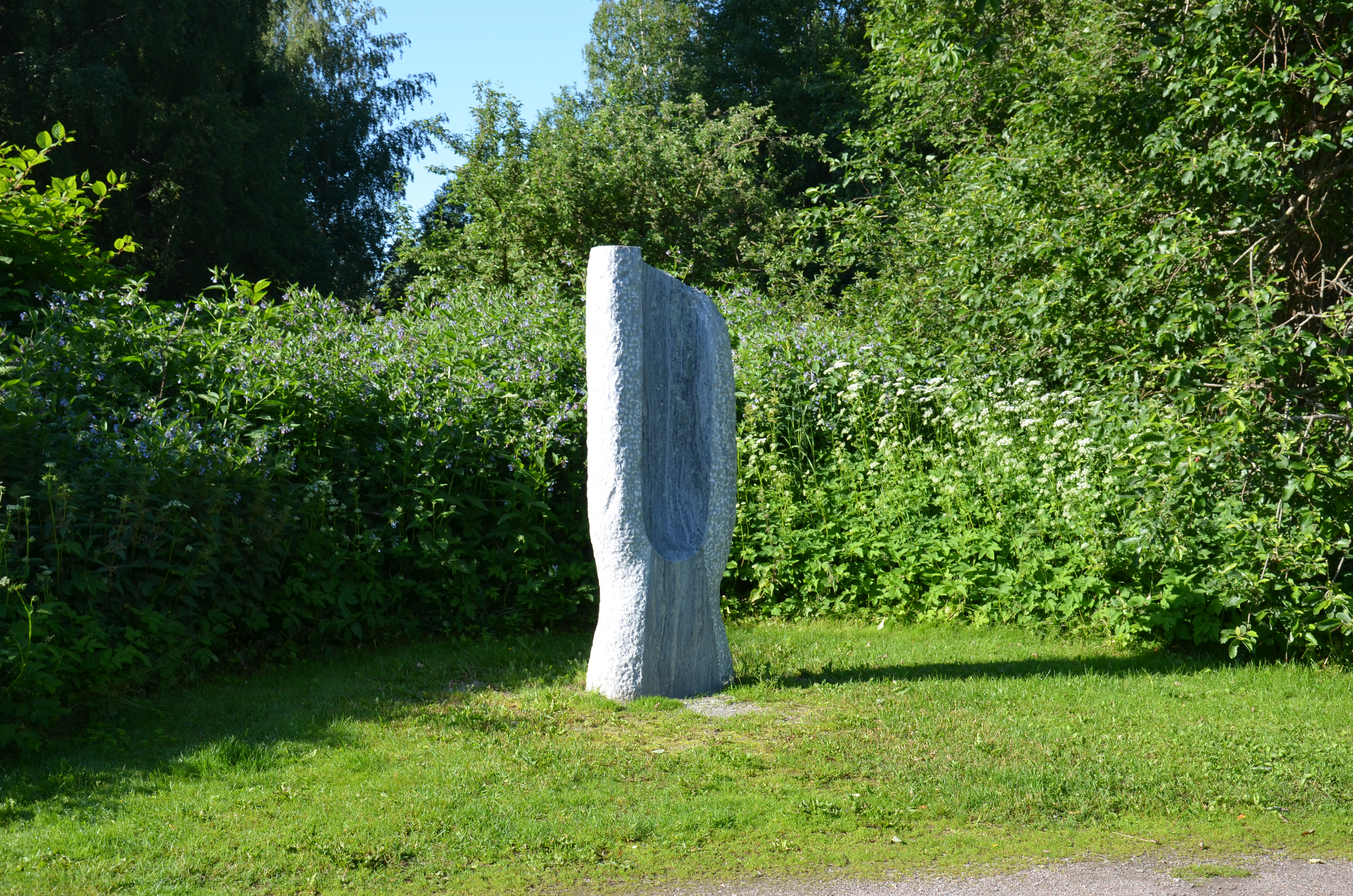
En av två delar av Mellan två vatten på Lilla Å-promenaden i Örebro

Ann Margareta Carlsson Korneev, född 25 augusti 1961, är en svensk skulptör.
Ann Carlsson Korneev är utbildad i arkitektur vid Lunds tekniska högskola och skulptur på Konstfack i Stockholm. Hon arbetar huvudsakligen med sten som material.  Hon har medverkat i skulpturutställningen i Museiparken i Karlstad som arrangeras varje år av bland andra Karlstads kommun.

## Offentliga verk i urval
- Mellan två vatten, skulptur i ekebergsmarmor och larvikit, 2000, på Lilla Å-promenaden i Örebro
- Madonna III, Kronoparken framför Karlstads universitet
- Cirkulär bana, i Bibliotekshusets entréhall i Karlstad
- There in cosmos, vid Södra Råtorps förskola/skola i Karlstad